# Makereti Papakura

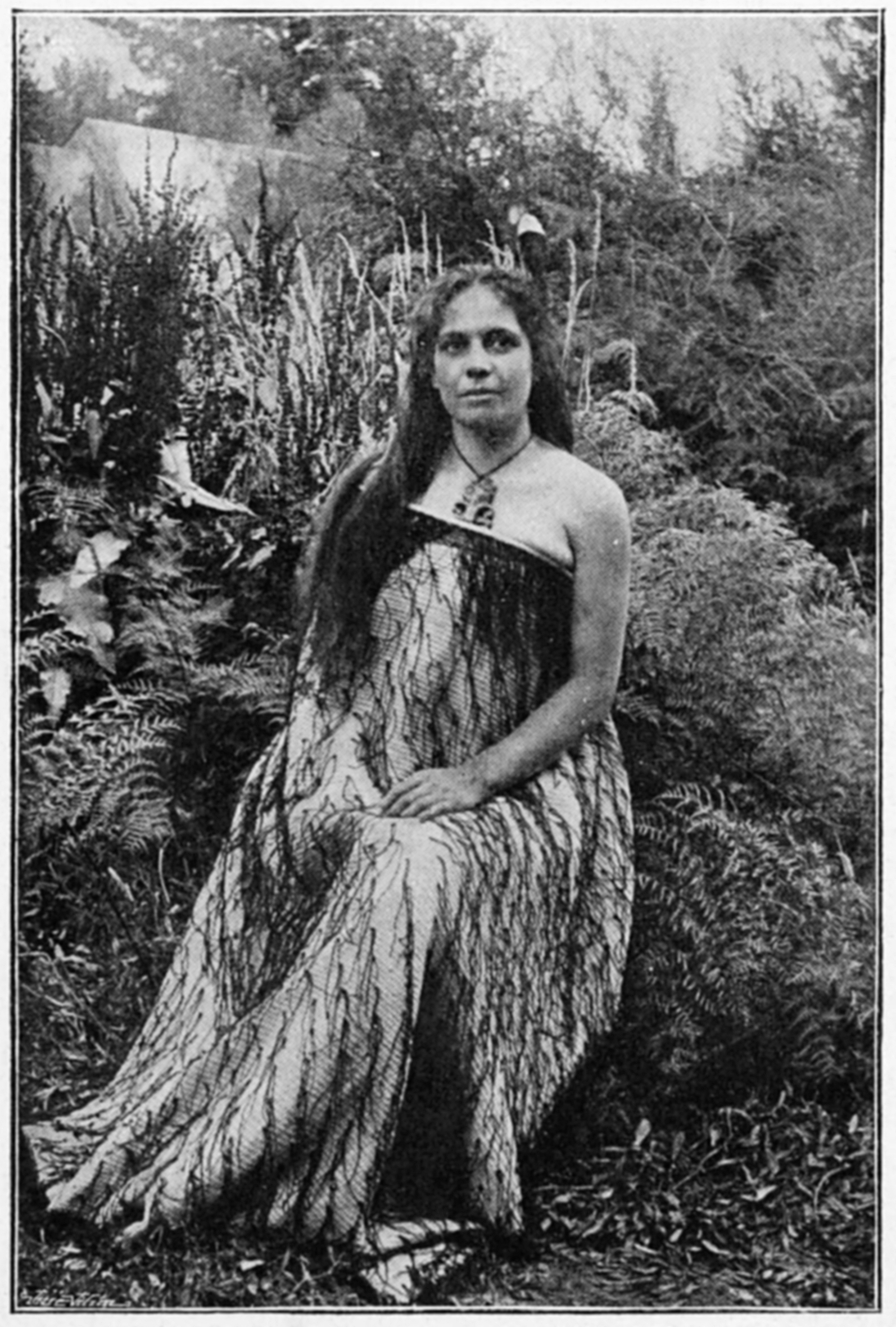
Maggie Papakura bei den Geothermen Whakarewarewa, um 1900

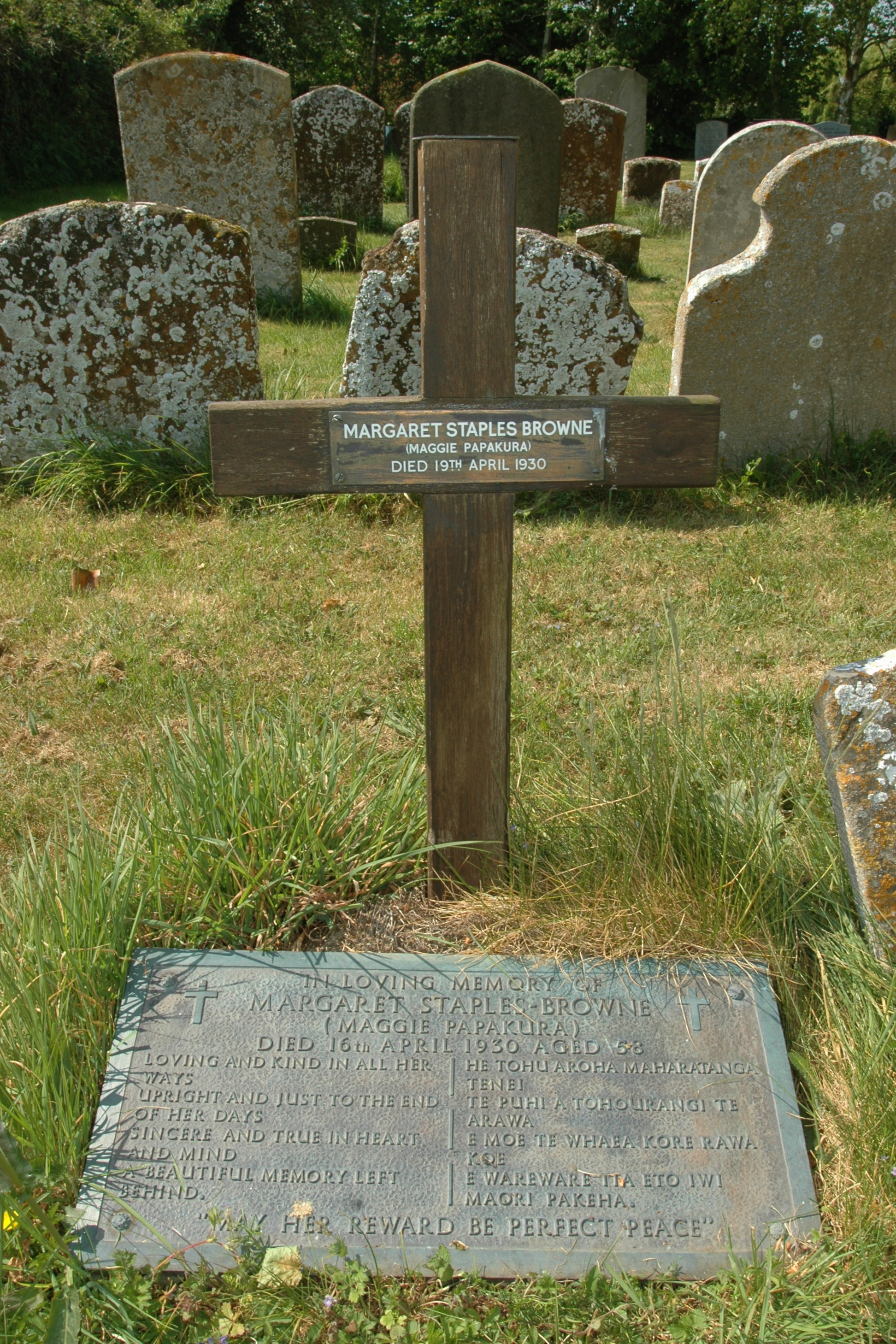
Bronzegrabplatte in Oddington, Oxfordshire

Makereti Papakura, kurz auch Maggie Papakura oder Guide Maggie, (* 20. Oktober 1873 in Matata, Bay of Plenty, Neuseeland; † 16. April 1930 in Oxford) war eine neuseeländische Reiseführerin der Taupō Volcanic Zone, Anthropologin und prominentes Mitglied der Māori-Iwi Te Arawa und Tuhourangi. Sie nannte sich selbst nach dem Papakura-Geysir. Sie gilt als die erste indigene Frau, die sich an der Universität Oxford immatrikulierte.

## Leben

### Jugend
Makeretis Vater war der Engländer William Arthur Thom, ihre Mutter war Pia Ngarotu Te Rihi (auch Piatarihi Ihaia), eine hochrangig Geborene aus dem iwi Te Arawa und des Ngati Wahiao hapū des iwi Tuhourangi. Sie stammt damit in 15. Generation von den Te Arawa-Häuptlingen Tama-te-kapua, Ngātoro-i-rangi, Ko Hei und Ika ab, die um 1350 oder früher (Datum ungesichert) mit dem Kanu Arawa Waka in der Bay of Plenty angelandet waren und die von dort North Island besiedelten. Sie wuchs bis zum 9. oder 10. Lebensjahr bei ihren mütterlichen Verwandten (Großtante und -onkel) in Parekarangi in reiner Māori-Kultur auf. Hier lernte sie die Genealogien, Geschichte und Bräuche ihres Stammes. Sie hatte bis dahin kein Englisch gelernt, dann übernahm der Vater die Erziehung und nahm sie mit nach Wairoa, wo sie das Leben der Pākehā, der Weißen, kennenlernte. Nach dem dreijährigen Besuch der Hukarere Native Girls’ School, heute das Hukarere Girls’ College, in Napier, ging sie nach Whakarewarewa. In Wairoa hatte sie am 7. Mai 1891 Francis (Frank) Joseph Dennan, einen Landvermesser, geheiratet. Ihr einziges Kind war William Francis (Te Aonui) Dennan. Frank Dennan hatte im Taupō District im Inselinneren Arbeit gefunden und kehrte nicht mehr zurück. Nach mehreren Dutzend Eingaben 1899, weil Scheidungen in der Zeit in Neuseeland unüblich waren, wurde sie schließlich 1900 von ihm geschieden.

### Guide Maggie
Das Gebiet um Whakarewarewa ist ein Geothermalfeld mit zahlreichen Geysiren, ab etwa 1880 entwickelte sich ein Tourismus, der zur Gründung des Kurortes und Thermalbads Rotorua führte. Hier machte sich Makereti erstmals einen Namen als Führerin zu den weltberühmten Sinterterrassen Pink and White Terraces und den anderen Naturschauspielen.
1901 erhielt sie internationale Aufmerksamkeit, als sie vor einer großen Menge Duke George, den späteren König George V., und Duchess Mary von Cornwall und York bei ihrem Besuch in Rotorua begrüßte. Bilder von diesem Ereignis gingen um die Welt. Dies förderte ihre Bekanntheit. 1905 konnte sie einen Reiseführer veröffentlichen, der im Auftrag der neuseeländischen Regierung tätige Bildhauer Nelson Illingworth schuf 1908 eine Büste von ihr. Bis 1910 bereiste sie mehrfach Australien, was sich in der Presse niederschlug. Sie und ihre Halbschwester Bella waren ein beliebtes Motiv für Postkarten und andere Souvenirs geworden, wobei Abbildungen insbesondere der Fotografen E. W. Payton, C. P. Parkerson und George Isles den Charakter von gestellten Atelieraufnahmen haben. Sie wurde zumeist in dem traditionellen Vogelfederumhang der Māori, dem kakahu, mit einem mere, einer kurzen Schlagwaffe aus Jade, und mit ins Haar gesteckter schwarz-weißen Huiafeder, die alle eine hohe Würde signalisieren, dargestellt. Eine fingierte scherzhaft gemeinte Heiratsanzeige führte zu rund 10.000 Heiratsanträgen aus aller Welt, wobei die Anschrift „Maggie, New Zealand“ für die Zustellung ausreichte. Sie hatte dem idealisierten Bild der exotischen Südsee-Schönheit ein Gesicht gegeben, wurde aber auch gelegentlich karikiert.

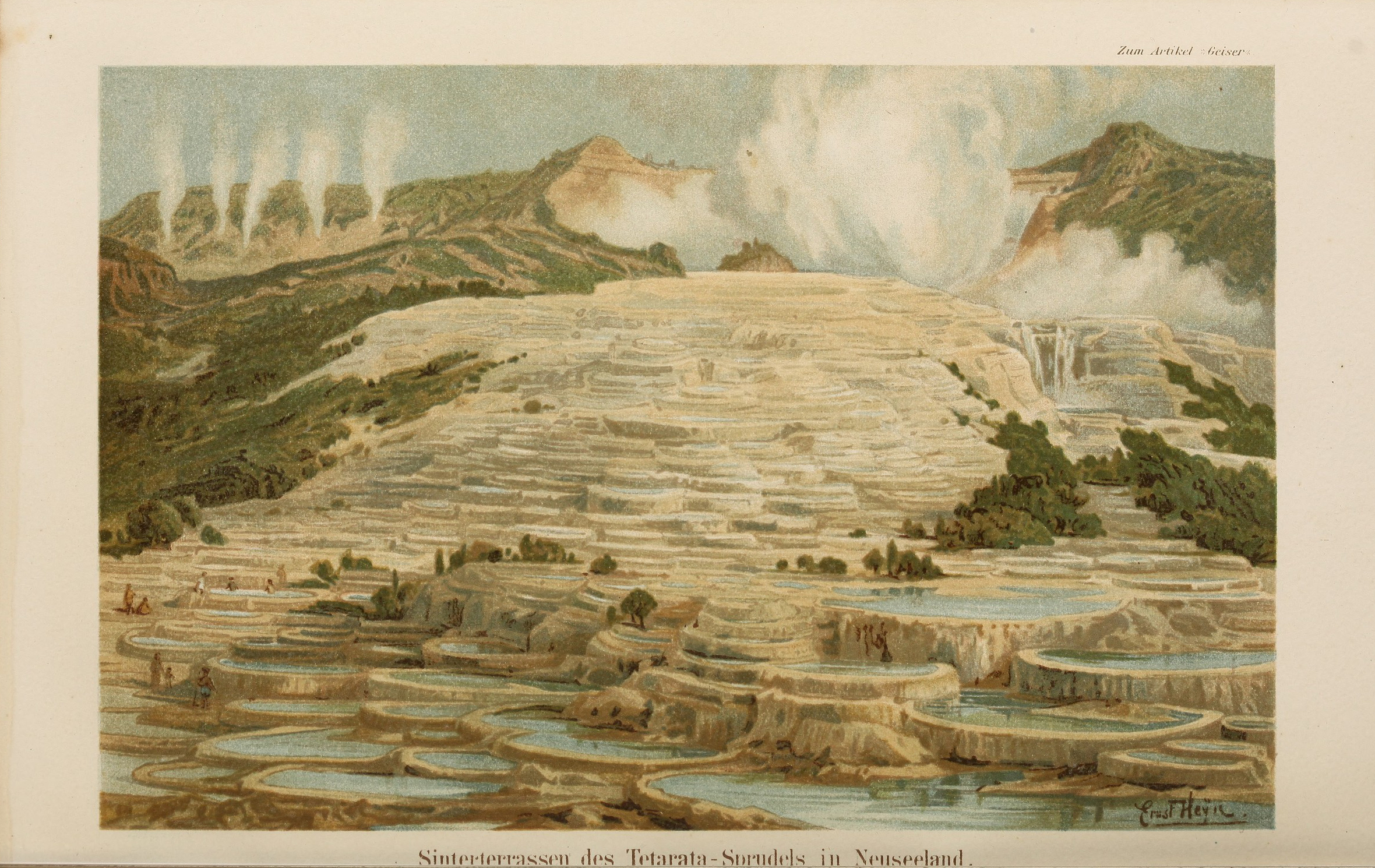
Sinterterrassen, Reiseführungsgebiete von Guide Maggie
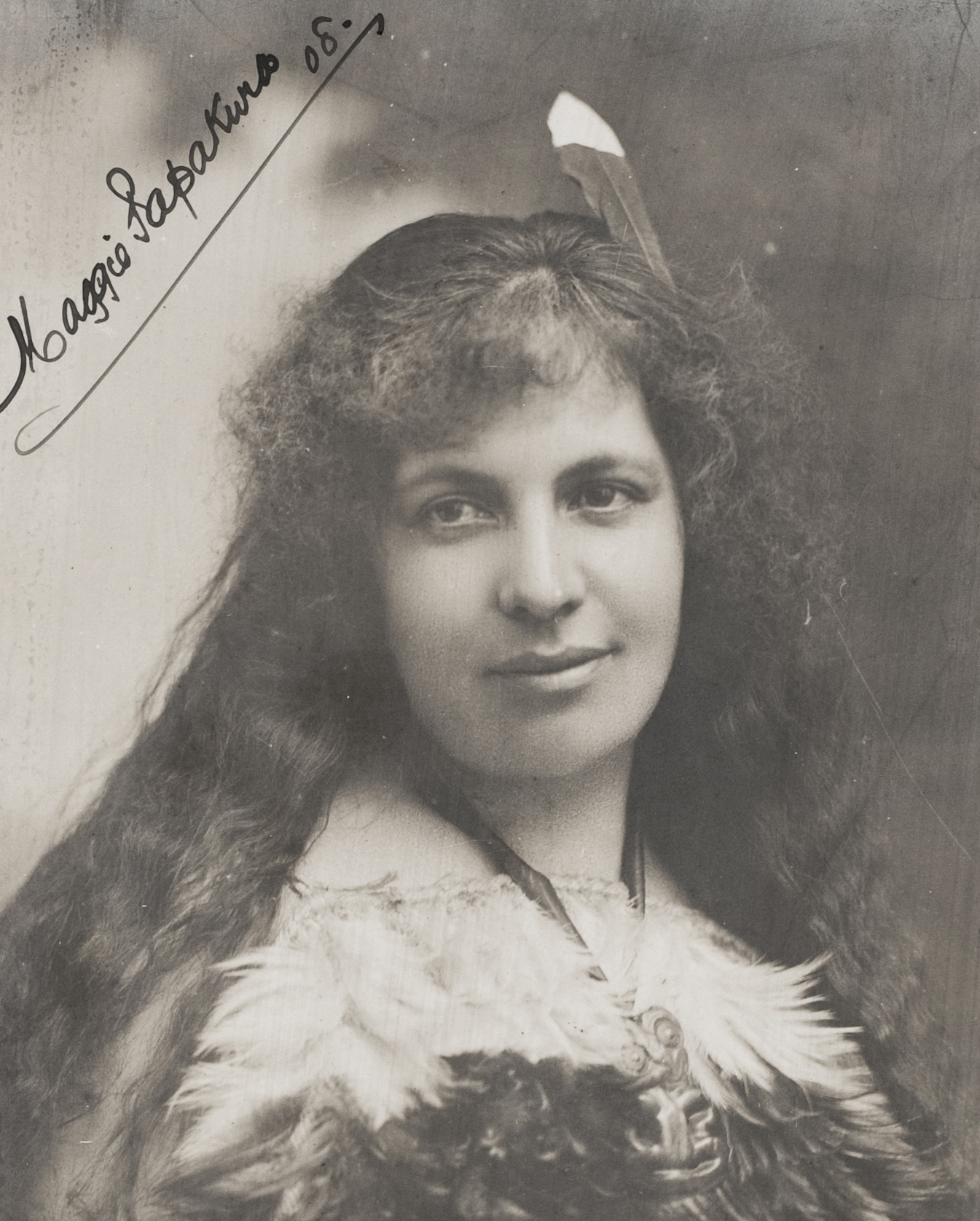
Makereti Papakura, um 1908
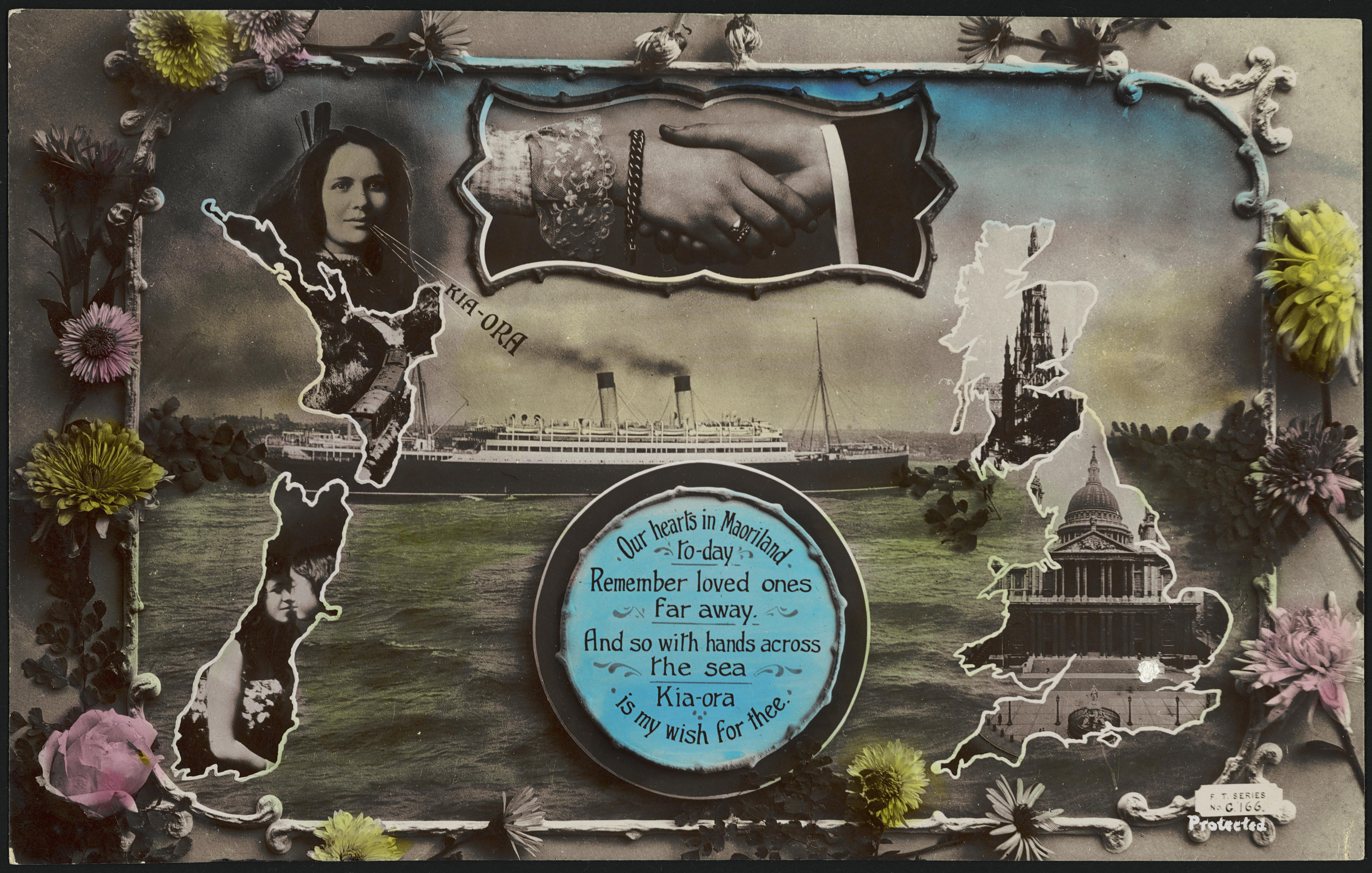
Neuseeland-Postkarte, 1911
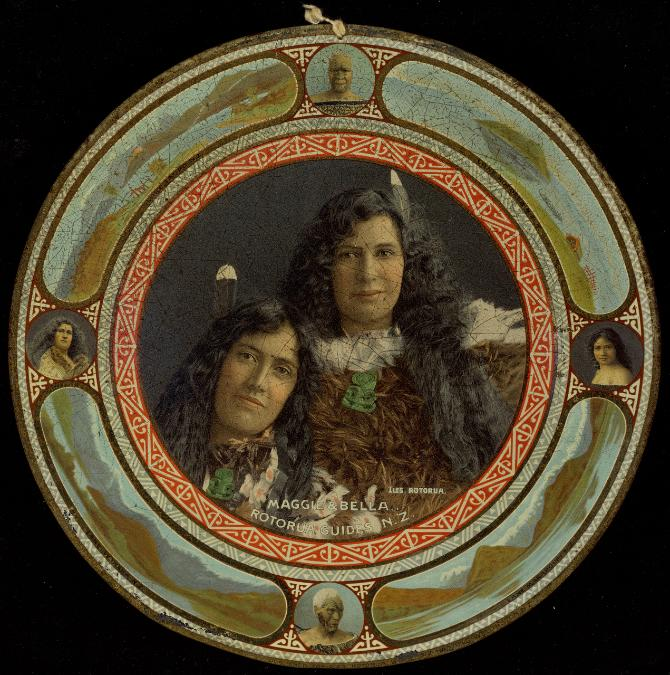
Dekorationsteller: Maggie und Bella
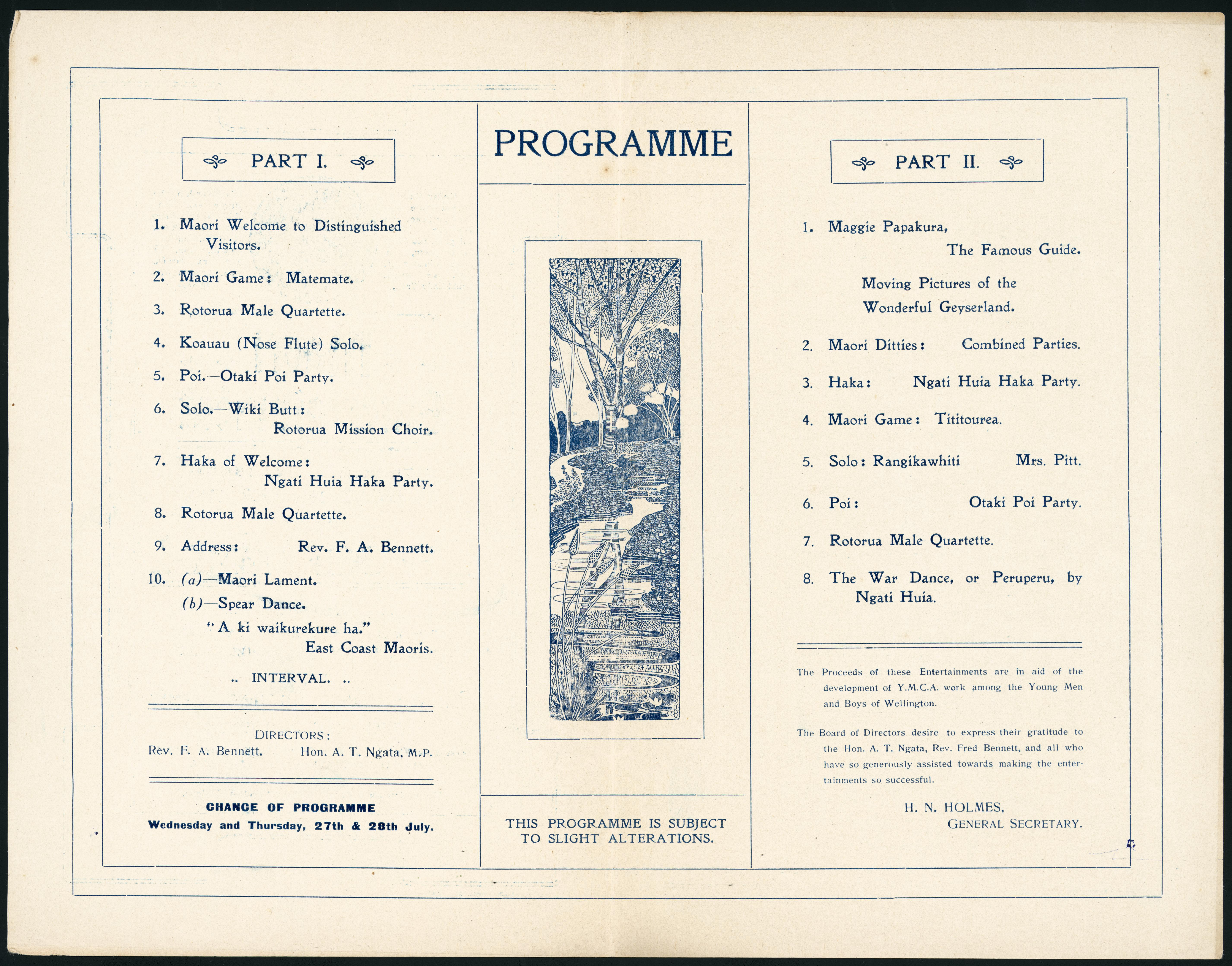
„Maori Entertainment“, Town Hall, Wellington, 26. Juli 1910, Programm

1910 führten sie Tourneen mit Sängern und Tänzern der Māori nach Auckland, Melbourne und Sydney. Sie hatten ein 45 Fuß langes Kanu dabei, Te Arawa genannt, und für die Melbourne Exhibition 1910 aus mitgebrachten typischen Holzhäusern ein Māori-Dorf aufgebaut, bestehend aus dem „Tuhoromatakaka“ (wharenui, ein größeres Versammlungshaus, das innen und außen mit Schnitzereien verziert ist), sechs whare (kleinere Wohnhütten) und einem pataka (kleines Lagerhaus). Von hier brach ein Teil der Truppe nach England zum ersten Festival of Empire auf, das anlässlich der Krönung König George’s V. 1911 stattfand.

### England
In Großbritannien fanden die Vorführungen der aus rund 40 Mitgliedern bestehenden Māori-Truppe im Crystal Palace in London 1911 großen Anklang mit einer hohen Besucherzahl. Makereti führte Lebende Bilder aus dem Leben der Māori auf, ihre Schwester Bella war in Poi-Tänzen begabt, die Māori-Männer zeigten ihre Kriegstänze. Das Dorf war erneut aufgebaut worden und das Māori-Kanu nahm an der traditionsreichen Henley Royal Regatta Juli 1911 teil, auch hier mit reger Anteilnahme der britischen Presse. Die Tournee war dennoch ein finanzieller Fehlschlag, die Rückkehr nach Whakarewarewa wurde nicht von allen freundlich aufgenommen. Sie blieb nicht lange in Neuseeland.
Makereti hatte in England Richard Staples-Browne, einen begüterten Landbesitzer aus Oxfordshire, den sie bereits aus Neuseeland kannte, wiedergetroffen. Sie heirateten am 12. Juni 1912 in Kensington. Das Paar lebte in Oddington nahe Oxford. Vor und nach dem Ersten Weltkrieg bereiste sie mehrere europäische Länder. Die zweite Ehe war nicht von Dauer, sie wurde Mitte 1924 geschieden. Makereti entschied sich aber, in England zu bleiben. In Oxford hatte sie einen eigenen Raum hergerichtet, den New Zealand room, möbliert mit einer reichhaltigen Sammlung, die sie bei ihrem Umzug aus Neuseeland mitgebracht hatte: originale Schnitzkunst, darunter ein pataka, Federmäntel und andere Kleidung, Jade- und Schmuckgegenstände, Waffen, alles Gegenstände, die das traditionelle Māori-Leben illustrieren konnten. Hier unterrichtete sie privat interessierte Anthropologen, Studenten und Besucher in Kultur und Geschichte der Māori. Sie hatte weitreichende Kontakte geknüpft, so konnte sie auch im Pitt Rivers Museum Vorträge halten und diesem Teile ihrer mitgebrachten Sammlung verkaufen oder schenken, wo sie noch heute erhalten sind. Ihre Situation erforderte in den 1920er Jahren auch Notverkäufe.
1926 begann eine neue Phase in ihrem Leben: Sie schrieb sich im Alter von 53 Jahren auf Vorschlag von Henry Balfour, Robert Ranulph Marett und Grace Eleanor Hadow, Prinzipalin der Oxford Society of Home-Students, heute das St Anne’s College, als Studentin der Anthropologie bei der University of Oxford zur Erlangung eines Bachelor in Science ein. Sie hatte ihr Leben lang Notizen gesammelt, die in einer Buchserie über das Leben der Māori in früheren Zeiten erscheinen sollten, folgte aber 1928 dem Rat, dies zunächst in ihre Doktorarbeit einfließen zu lassen.
Zwei Wochen vor der zur Prüfung vorzulegenden Endfassung starb sie am 16. April 1930 an einer Ruptur der Aorta.

## The Old-Time Maori
Makereti Papakuras Werk The Old-Time Maori erschien erst posthum acht Jahre später, 1938 herausgegeben von Thomas Kenneth Penniman. Das Buch gliedert sich in sieben Kapitel: Soziale Organisation, Heirat, Kinder, Nahrung, Feuer, Behausung, Waffen, dazu ist das Buch illustriert. In jedem der Kapitel werden unter stichwortartig betitelten Absätzen, was den ursprünglichen Notizcharakter widerspiegelt, die wichtigsten Elemente und Begriffe erläutert, z. T. auch mit Herkunftslegenden. The Old-Time Maori ist aus einer weiblichen Sicht geschrieben, was es zuvor zu diesem Thema nicht gab, und nimmt somit auch als erstes wissenschaftlich-ethnographisches Werk einer Māori eine Sonderstellung ein, der Anthropologe Te Rangi Hīroa publizierte erst nach ihr. Ein Anliegen war es ihr auch, einige Fehler und Vermutungen der Pākehā-Ethnologen richtigzustellen. Es unterscheidet sich von rein akademischen Ethnographien durch das Fehlen eines wissenschaftlichen Apparates, eines Literaturverzeichnisses und eines Index. Selbstbewusst gab sie das durch ihre verwandtschaftlichen Gewährsfrauen (Marara Marotaua und Maihi Te Kakau Paraoa) erlernte und später gefestigte Wissen in strukturierter Form wieder. Hervorgehoben werden später in der Rezeption die Teile über die Nahrung sowie materiellen Kultur. Die Waffen der Māori beschrieb sie erstmals systematisch. Das Werk fand zunächst wenig Beachtung.

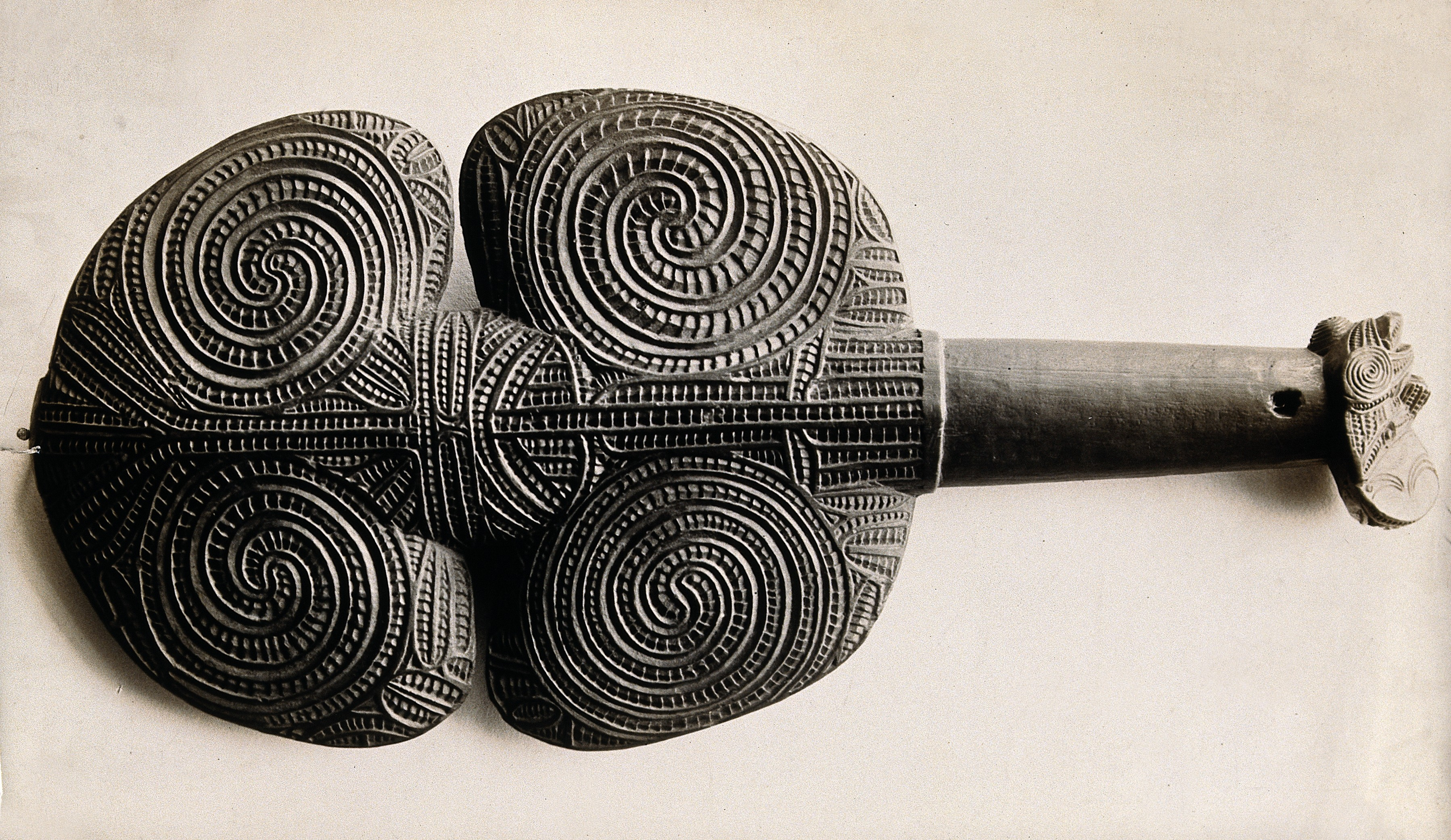
Zur Kotiate verbreitete Papakura sicherlich einen Irrtum.

Der Rezensent (H. E. J.) der Zeitschrift Geography 1938 äußert sich sehr positiv und hebt zwei Fakten hervor: Die Mehrzahl der Nahrungspflanzen sind von den Immigranten aus Polynesien eingeführt worden, die Lage der Dörfer (kainga) an und auf Hügeln (Pā-Festungen) ist durch den Anbau der kumara (Süßkartoffel), die sandigen Boden erfordert, bedingt. Es zeige auch, dass „die Māori entgegen der landläufigen englischen Meinung nicht zu den aussterbenden oder primitiven Völkern gehören“, es könne neben dem „pionierhaften Werk eines Elsdon Best“ stehen.
Dagegen äußert sich der australische Anthropologe Ralph Piddington in seiner harschen Kritik in der Zeitschrift Man 1940: „es fehle jedes Konzept darüber, was wichtig über dieses primitive Volk zu berichten sei“, der „persönliche Charakter produziere ein inkohärentes und hoch idealisiertes Bild des Maori-Lebens“, es sei „von geringem Interesse für den ernsthaften Studierenden der Maori-Kultur“, es sei „nicht zu empfehlen“.
1986 wurde das Werk erneut veröffentlicht. Eine idealisierende Darstellung wird nicht abgestritten, so soll es, als Beispiel laut Papakura, vor den Kontakten mit Europäern keine Prostitution gegeben haben. Es konnten auch Details widerlegt werden, wo ihre Gewährsleute sich nach heutiger Einschätzung offenbar einen Scherz erlaubt hatten und sie dies kolportierte. Zum einen gab die Bedeutung der seitlichen Einkerbungen in der Kotiate, einer violinähnlichen Schlagwaffe, Rätsel auf, die Bedeutung sei nach Papakura aber die gewesen, das männliche Skrotum zwecks Sterilisation einzuklemmen, was von dem Wiener Anthropologen Georg Schifko widerlegt wurde. Ein anderer seit dem Missionar William Colenso – und auch von Papakura – kolportierter Mythos betrifft die Verwendung von Hundekot zur Herstellung der für die moko-Tätowierung verwendeten Tinktur, was den Tabu- und Hygieneregelungen der Tätowierung der Māori widerspräche, es könnten bei den hervorgerufenen Wunden Infektionen ausgelöst werden. Dies wurde jedoch mangels genauer Kenntnis der verwendeten Materialien vielfach geglaubt und durch die Anthropologin Te Awekotuku ebenfalls widerlegt.

## Nachwirken
Nach ihrem Tod wurde ihr zu Ehren in Whakarewarewa ein Denkmal errichtet. Ihre Grabstätte in Oddington wird heute noch von Neuseeländern auf Reisen nach Oxford besucht. Nach der Wiederveröffentlichung ihres Werkes The Old-Time Maori in den 1980ern erfuhr sie eine erneute Aufmerksamkeit, und Werk und Leben wurden als frühes frauenemanzipatorisches Beispiel neu bewertet. 2007/08 wurde eine Ausstellung ausgerichtet, zu der Paul Diamond 2007 die Biografie Makereti: Taking Māori to the World veröffentlichte.
Fast 100 Jahre nach Beginn ihres Studiums erhielt sie 2025 posthum einen Abschluss von der Universität Oxford.

## Veröffentlichungen
- Guide to the Hot Lakes District and some Maori legends. Brett, Auckland, N.Z. 1905.
- The Old-Time Maori. Gollancz, London 1938. (e-Text bei NZETC). Reprint: New Women's Press, Auckland, N.Z. 1986, ISBN 978-0-908652-11-2.